# Японский маяк (Сайпан)
Япо́нский мая́к (яп. 日本灯台, англ. Japanese Lighthouse) — заброшенный маяк, расположенный на вершине Нави-Хилл в Гарапане, Сайпан, на Северных Марианских Островах. В 1974 году он был включен в Национальный реестр исторических мест США. Маяк является одним из немногих сохранившихся гражданских сооружений, построенных японцами до Второй мировой войны.

## Дизайн
Японский маяк представляет собой белую бетонную башню высотой около 50 футов (15 м) с пристроенным к ней одноэтажным домиком смотрителя маяка. Бетон, использованный при строительстве маяка, был произведен из обожженного коралла и морских раковин, но легко поддается воздействию погоды.

## История
Маяк был построен в 1934 году для облегчения навигации кораблей, заходивших в гавань Танапаг на западном побережье Сайпана. В то время Сайпан находился под управлением Японской империи в Южном Тихоокеанском мандате. Маяк работал до 1944 года, до того, как он получил повреждения в результате бомбардировки американскими военно-морскими силами во время битвы за Сайпан. Во время войны маяк так и не был восстановлен, а после войны остался заброшенным. Медный купол, однако, был снят и помещен на хранение. Японский маяк был включён в Национальный реестр исторических мест 19 декабря 1974 года.
В 1990 году маяк был отремонтирован и расширен для использования в качестве ресторана; вскоре после этого купол был возвращен на вершину башни. Ресторан был закрыт в 1994—1995 годах. Покрытый граффити маяк был перекрашен в 2007 году. В 2010 году было предложено разместить здесь центр для посетителей Национального морского памятника «Марианский жёлоб».